# Gimnasia en los Juegos Olímpicos de Londres 2012 – Anillas masculino
El evento de anillas masculino de gimnasia artística en los Juegos Olímpicos de Londres 2012 tomó lugar el 6 de agosto en el North Greenwich Arena.

## Horario
La hora está en Tiempo británico (UTC+1)
| Fecha                      | Tiempo | Ronda   |
| -------------------------- | ------ | ------- |
| Lunes, 6 de agosto de 2012 | 14:00  | Finales |

## Final
| Rank              | Gimnasta           | País                          | Pts. D | Pts. E | Penalidad | Total  |
| ----------------- | ------------------ | ----------------------------- | ------ | ------ | --------- | ------ |
| Medalla de oro    | Arthur Zanetti     | Brasil (BRA)                  | 6.800  | 9.100  |           | 15.900 |
| Medalla de plata  | Chen Yibing        | República Popular China (CHN) | 6.800  | 9.000  |           | 15.800 |
| Medalla de bronce | Matteo Morandi     | Italia (ITA)                  | 6.800  | 8.933  |           | 15.733 |
| 4                 | Aleksandr Balandin | Rusia (RUS)                   | 6.700  | 8.966  |           | 15.666 |
| 5                 | Denis Ablyazin     | Rusia (RUS)                   | 6.600  | 9.033  |           | 15.633 |
| 6                 | Tommy Ramos        | Puerto Rico (PUR)             | 6.800  | 8.800  |           | 15.600 |
| 7                 | Yordan Yovchev     | Bulgaria (BUL)                | 6.600  | 8.508  |           | 15.108 |
| 8                 | Federico Molinari  | Argentina (ARG)               | 6.700  | 8.033  |           | 14.733 |

- Cuando dos atletas registran la misma puntuación total, el que tiene el puntaje mayor de ejecución termina por delante.

## Clasificación
| Rank | Gimnasta           | Nación                        | Pts. D | Pts. E | Penalidad | Total  | Resultados |
| ---- | ------------------ | ----------------------------- | ------ | ------ | --------- | ------ | ---------- |
| 1    | Chen Yibing        | República Popular China (CHN) | 6.800  | 9.058  |           | 15.858 | Q          |
| 2    | Matteo Morandi     | Italia (ITA)                  | 6.800  | 8.966  |           | 15.766 | Q          |
| 3    | Aleksandr Balandin | Rusia (RUS)                   | 6.700  | 8.966  |           | 15.666 | Q          |
| 4    | Arthur Zanetti     | Brasil (BRA)                  | 6.500  | 9.116  |           | 15.616 | Q          |
| 5    | Denis Ablyazin     | Rusia (RUS)                   | 6.600  | 8.900  |           | 15.500 | Q          |
| 6    | Tommy Ramos        | Puerto Rico (PUR)             | 6.800  | 8.700  |           | 15.500 | Q          |
| 7    | Federico Molinari  | Argentina (ARG)               | 6.700  | 8.633  |           | 15.333 | Q          |
| 8    | Yordan Yovchev     | Bulgaria (BUL)                | 6.600  | 8.708  |           | 15.308 | Q          |
| 9    | Igor Radivilov     | Ucrania (UKR)                 | 6.800  | 8.500  |           | 15.300 | R          |
| 10   | Jonathan Horton    | Bandera de Estados Unidos     | 6.700  | 8.466  |           | 15.166 | R          |
| 11   | Kazuhito Tanaka    | Japón (JPN)                   | 6.000  | 9.100  |           | 15.100 | R          |